# استپانوس سیونه‌تسی
استپانوس سیونه‌تسی (ارمنی: Ստեփանոս Սյունեցի؛ انگلیسی: Step'anos Siwnetsi زادهٔ ۶۸۰ م. - درگذشته ۷۳۵ م.) مترجم، شاعر، موسیقی‌دان، چهره فرهنگی و مذهبی اهل ارمنستان بود که در قرون وسطی می‌زیست.